# 保罗·索伦蒂诺
保罗·索伦蒂诺（義大利語：Paolo Sorrentino，1970年5月31日—）是一名意大利电影导演和编剧。2013年艺术作品《绝美之城》赢得欧洲电影奖最佳影片、导演、男演员和剪辑四个奖，以及第71届金球奖、第67届英国电影学院奖和第86届奥斯卡金像奖最佳外语片。2015年执导的英语电影《年轻气盛》又赢得第28届欧洲电影奖最佳影片、最佳导演和最佳男主角三个大奖。

## 生平
1970年生于那不勒斯。他的第一部电影是担任编剧、1998年上映的 Polvere di Napoli。曾执导过多部短片，包括1998年的 L'amore non ha confini 和2001年的 La notte lunga。其导演的第一部剧情长片为2001年的《同名的人》，并赢得意大利银缎带奖最佳导演奖。

## 作品

### 编导

#### 电影
- 《同名的人（英语：One Man Up）》（2001）
- 《愛無忌憚（英语：The Consequences of Love）》（2004）
- 《家族朋友（英语：The Family Friend）》（2006）
- 《大牌明星（英语：Il Divo (film)）》（2008）
- 《重金搖滾男的奇異旅程（英语：This Must Be the Place (film)）》（2011）
- 《绝美之城》（2013）
- 《里約，我愛你（英语：Rio, I Love You）》（2014，章節：「La Fortuna」）
- 《年轻气盛》（2015）
- 《上流世界（英语：Loro (film)）》（2018）
- 《上帝之手》（2021）
- 《帕特諾普（意大利语：Parthenope (film)）》（2024）
- 《恩典》（2025）

#### 短片和紀錄片
- Un paradiso（1994）-短片
- L'amore non ha confini（1998）-短片
- La notte lunga（2001）-短片
- La primavera del 2002. L'Italia protesta, l'Italia si ferma（2002）-紀錄片
- Giovani talenti italiani（2004）-紀錄片（章節：「Quando le cose vanno male」）
- La partita lenta（2009）-短片
- L'Aquila 2009. Cinque registi tra le macerie（2009）-紀錄片（章節：「L'assegnazione delle tende」）
- Napoli 24（2010）-紀錄片（章節：「La principessa di Napoli」）
- In the Mirror（2011）-Yamamay廣告片
- Sabbia（2014）-阿玛尼廣告片
- The Dream（2014）-寶格麗廣告片
- Killer in Red（2017）-金巴利廣告片

#### 電視
- Sabato, domenica e lunedì（2004）-電視電影
- 《年輕教宗》（2016）
- 《新教宗》（2019）

### 僅编剧
- Polvere di Napoli（1998）
- La squadra（2000）-電視劇

### 小说
- Everybody's Right（Hanno tutti ragione，Europa Editions，2011）